# Дел Мар Хајтс (Тексас)
Дел Мар Хајтс (енгл. Del Mar Heights) насељено је место без административног статуса у америчкој савезној држави Тексас.

## Демографија
По попису из 2010. године број становника је 113, што је 146 (-56,4%) становника мање него 2000. године.
| Група             | 2000.       | 2010.       |
| Белци             | 8 (3,1%)    | 4 (3,5%)    |
| Афроамериканци    | 8 (3,1%)    | 5 (4,4%)    |
| Азијати           | 0 (0,0%)    | 0 (0,0%)    |
| Хиспаноамериканци | 250 (96,5%) | 109 (96,5%) |
| Укупно            | 259         | 113         |